# Rotten Tomatoes
A Rotten Tomatoes (magyarul: rothadt paradicsomok) egy olyan angol nyelvű, amerikai alapítású weboldal, amely filmekkel kapcsolatos kritikákat, információkat, híreket gyűjt össze. Neve a régi szokásból ered, amikor paradicsommal és más zöldségekkel dobálták meg a színházi előadókat, ha előadásuk rossz volt. Az oldal tulajdonosa 2010 januárja óta a Flixster, egy filmekkel foglalkozó másik közösségi oldal, főszerkesztője Matt Atchity.

## Története
A Rotten Tomatoes weboldalt 1998. augusztus 19-én indította el Senh Duong. Célja az volt, "hogy egy olyan weboldalt hozzon létre, ahol az emberek hozzáférnek az USA kritikusainak legkülönbözőbb véleményeihez." Az ötlet akkor jött, amikor mint Jackie Chan-rajongó, Duong elkezdte összegyűjteni Chan filmjeinek kritikáit, melyek megjelentek az Egyesült Államokban. Az első film, melynek kritikái felkerültek a Rotten Tomatoes-ra, az Egy erkölcstelen mese volt. A honlap azonnal sikert aratott, megjelent a Yahoo-n, a Netscape-en és a USA Todayben is, már indításának első hetében 600–1000 látogatót vonzott naponta.
Duong összeállt két osztálytársával a Berkeleyről (University of California), Patrick Lee-vel és Stephen Wanggal, akik egykori partnerei voltak az egyetemen egy web tervező cégben, hogy teljes munkaidőben foglalkozzanak a Rotten Tomatoes-zal, mely hivatalosan 1999. április 1-jén indult el.
2004 júniusában az IGN Entertainment megszerezte a Rottentomatoes.com-ot egy meg nem nevezett összeg fejében. 2005 szeptemberében az IGN-t megvette a News Corp Fox Interactive Media nevű vállalata. 2010. január 4-én jelentették be, hogy Flixster megvette az oldalt.

## Jellemzői
A Rotten Tomatoes felhasználói létrehozhatnak és csatlakozhatnak csoportokhoz, amelyek lehetővé teszik számukra, hogy megvitassák a filmek különböző szempontjait, illetve egy olyan csoport is létezik, a The Golden Oyster Awards, melynek tagjai szavazhatnak olyan különböző díjak nyerteseire, mint az Oscar vagy a Golden Globe-díj.